# Pio Istituto di Maternità
Il Pio Istituto di Maternità è un istituto assistenziale di Milano.

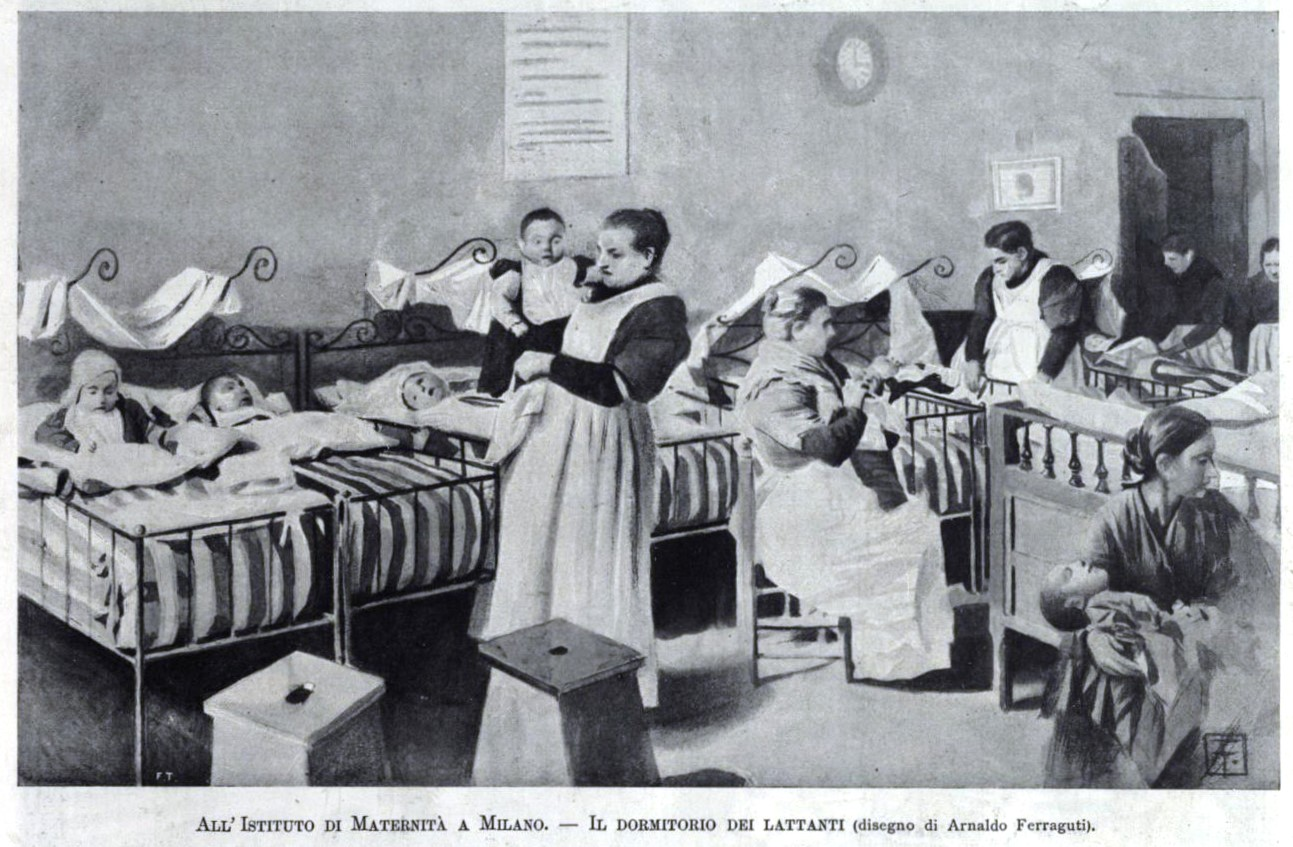
Pio Istituto di Maternità di Milano, 1900 – Il dormitorio dei lattanti (illustrazione di Arnaldo Ferraguti).

## Storia
Nasce a Milano il 22 maggio 1850. La promozione di questa realtà si deve all'attivismo di Laura Solera Mantegazza e di Giuseppe Sacchi i quali promossero una Pia Associazione per istituire ricoveri per bambini lattanti. Era la prima iniziativa del genere in Italia e i ricoveri sorsero e non per soli bambini lattanti ma anche per gli slattati.